# Limanowa
Limanowa (régi német neve: Hilman és Ilmanowa) város Lengyelországban, a Kis-lengyelországi vajdaság (Województwo małopolskie) Limanovai járásának a székhelye. Lakossága 2006-ban 14 624 fő volt. A fafeldolgozás a legjellemzőbb ipari tevékenység a településen, jelentős turisztikai infrastruktúrával rendelkezik. A városban kórház, járási bíróság működik, sportcsarnokkal és futballpályájával rendelkezik. Történeti művekben a Limanova magyaros névváltozat is előfordul.

## Fekvése
Krakkótól 52 km-re délkeletre, Újszandectől 23 km-re nyugat-északnyugatra, egy völgykatlanban fekszik. A városnál folynak össze a Mordarka-, Jabłoniec-, Starowiejski-patakok, a településen pedig keresztül folyik a Sowlina-patak.

## Története
A település 1565-ben kapott városi jogokat. A 19. század 80-as éveiben indult gyors fejlődésnek, amikor megépült a településen keresztülvezető vasútvonal, majd olajfinomító és sörfőzde létesült. 1914 decemberében Limanowa és Lapanov között zajlott le az első világháború egyik csatája (lásd: limanowai csata), ahol az osztrák–magyar csapatok felszámolták a Krakkó felé irányuló orosz betörést. A település egy része az orosz tüzérségi tűz miatt súlyos károkat szenvedett. Az 1930-as évek gazdasági válsága miatt bezárták az olajfinomítót. 1939. szeptember 6-án a német csapatok elfoglalták a várost. A második világháború alatt a civil lakosság egy részét legyilkolták. A környező erdőkben a lengyel Parasztpárt és a Honi Hadsereg fegyveres csoportjai is harcoltak a német megszállók ellen. A Vörös Hadsereg 1945. január 17-én foglalta el a várost.
Az 1970-es évek elején jelentősen átépítették a városközpontot. 1975-től községi (gmina) rangja volt, 1992-től ismét város.

## Nevezetességei
- A Fájdalmas Szűzanya temploma (Parafia Matki Boskiej Bolesnej) a piactér mellett áll. II. János Pál pápától kisbazilikai címet kapott.
- A város melletti egyik hegyen (Góra Miejska) áll egy fémből készült kereszt. Ez a Lengyelországban állított legnagyobb méretű kereszt.

## Testvérvárosai
- Alsókubin, Szlovákia
- Mrągowo, Lengyelország
- Nagykálló, Magyarország
- Niles, Amerikai Egyesült Államok
- Truszkavec, Ukrajna
- Wathlingen, Németország

## Kapcsolódó szócikk
- Julier Ferenc